# Kuo Jung Tsai
Pour les articles homonymes, voir Guo (patronyme).
Dans ce nom chinois, le nom de famille, Kuo, précède le nom personnel.
Kuo Jung Tsai est un scénariste taïwanais.

## Filmographie

### Cinéma
Scénariste
- 2000 : Tigre et Dragon

## Distinctions
Récompenses
- Prix Hugo :
  - Meilleur film 2001 (Tigre et Dragon)
- Science Fiction and Fantasy Writers of America :
  - Meilleur scénario 2002 (Tigre et Dragon)

Nominations
- Oscar du cinéma :
  - Oscar du meilleur scénario adapté 2001 (Tigre et Dragon)
- Saturn Award :
  - Saturn Award du meilleur scénario 2001 (Tigre et Dragon)
- British Academy Film Awards :
  - British Academy Film Award du meilleur scénario adapté 2001 (Tigre et Dragon)
- Golden Horse Film Festival :
  - Meilleur scénario adapté 2000 (Tigre et Dragon)
- Hong Kong Film Awards :
  - Meilleur scénario 2001 (Tigre et Dragon)
- Writers Guild of America Awards :
  - Meilleur scénario adapté 2001 (Tigre et Dragon)